# Yuechi

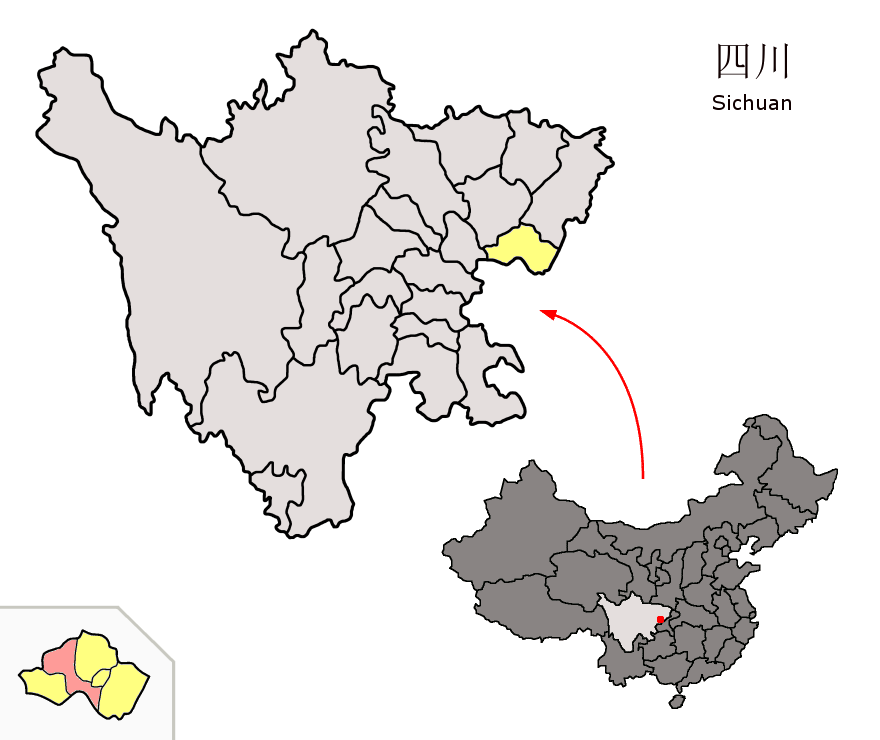
Lage von Yuechi (rosa) in Guang’an (gelb).

Der Kreis Yuechi (chinesisch 岳池县, Pinyin Yuèchí Xiàn) ist ein Kreis der bezirksfreien Stadt Guang’an in der chinesischen Provinz Sichuan. Die Fläche beträgt 1.474 Quadratkilometer und die Einwohnerzahl 742.747 (Stand: Zensus 2020). 1999 zählte Yuechi 1.108.171 Einwohner.